# Henri Pourrat

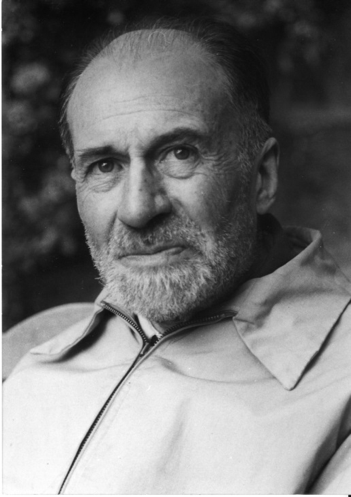

Henri Pourrat (Ambert, 7 mei 1887 - aldaar, 16 juli 1959) was een Frans schrijver en etnoloog.
Hij is bekend doordat hij mondeling overgeleverde verhalen uit de Auvergne verzamelde en op schrift stelde.

## Levensloop
Na zijn middelbareschooltijd zou Henri Pourrat in Parijs landbouwkunde op het Institut National Agronomique Paris-Grignon moeten gaan studeren. Hij kreeg echter tbc en zocht het gezondere klimaat van zijn geboortestreek (de Dorevallei, de Livradois en de Monts du Forez) weer op. De rest van zijn leven bleef hij hier voortdurend en maakte er veel trektochten. Hij woonde in het plaatsje Vernet-la-Varenne. Als tbc-patiënt mocht hij niet werken. Hij las en wandelde erg veel en voelde de behoefte in zich groeien om schrijver te worden. Uiteindelijk zou Henri Pourrat honderden werken produceren, waaronder romans, biografieën, en verzamelingen van verhalen en gedichten. Vanaf 1916 waren hij en zijn broer Paul  bevriend met de jonge  Alexander Vialatte  (1901–1971). In 1948 ging hij voor de rest van zijn leven weer wonen in zijn geboortestadje  Ambert in het  departement Puy-de-Dôme.
In 1926 kreeg hij een eredoctoraat van de universiteit van de Ierse hoofdstad Dublin. De literatuurcritici prezen vooral zijn roman Les vaillances, farces et aventures de Gaspard des montagnes, in de Engelse taal verschenen onder de titel The Valor, pranks and adventures of Jasper of the mountains (4 delen, 1921–1931, later in 1 deel heruitgegeven door Albin Michel). Dit boek schildert het avontuurlijke leven van bewoners van Auvergne in het begin van de 19e eeuw, in een tijd, dat die vaak geteisterd werd door bandieten.  In 1941 kreeg hij de  Prix Goncourt voor zijn roman  Vent de Mars en in datzelfde jaar nog een andere onderscheiding voor L'Homme à la bêche (uitgegeven  in het Engels als: Man with a spade).
Henri Pourrat idealiseerde het traditionele plattelandsleven, koesterde conservatieve politieke denkbeelden, schreef enige artikelen in zeer rechtse kranten, en was vooral in 1940-1942 een aanhanger van het Vichy-regime. Maarschalk Philippe Pétain, die ook de leuze "terug naar de aarde", het plattelandsleven met de bijbehorende traditionele normen en waarden, hoog in het vaandel had staan,  bracht op 14 oktober 1940 een bezoek aan Ambert voor een "bijeenkomst met werkende mensen (arbeiders)". Daarbij bezocht Pétain de oude papiermolens en kreeg als aandenken een riem met Petains embleem gewatermerkt papier mee. Bij die gelegenheid schreef Pourrat twee werken, waarin hij zijn uiterst lovende opvatting  over Pétain het licht deed zien. Later distantieerde hij zich, ook in twee brieven aan Pétain, van diens "nationale revolutie", die Frankrijk aan de leiband van Nazi-Duitsland liet lopen. Ondanks zijn "völkische" ideeën was hij tegen de ook in Frankrijk ingevoerde jodenvervolging. Hij zou meermalen joden hebben geholpen, onder te duiken en zou later ook  verzetsmensen gewaarschuwd hebben teneinde hun arrestatie te voorkomen.
Pourrat stichtte de "Association La Feuille Blanche", en richtte het papiermolenmuseum Moulin Richard de Bas op. Het museum werd ingewijd op 3 juli 1943 in het bijzijn van Georges Henri Rivière, directeur van het Parijse Musée national des Arts et Traditions Populaires.
De laatste 12 à 13 jaar van zijn leven wijdde hij zich aan de sprookjesselectie  Le Trésor des contes (De schat der sprookjes, Engels: The Treasure of the tales). Velen beschouwen dit als het hoogtepunt van Pourrats oeuvre.

## Werk
Pourrats werk is zeer divers: vroege gedichten, romans, biografieën, essays over geschiedenis, verhalen over filosofie en godsdienst. Afstand genomen hebbende van  bekrompen regionalisme, waren de volksverhalen en -sprookjes uit Auvergne de beste bron om uit te putten om  de aard en geest van de boer te ontdekken en zo "het universele te bereiken". Hiertoe  grasduinde hij voortdurend in de grote verzameling volksverhalen, waaraan hij zeer groot belang hechtte.
Veel van zijn werken werden geïllustreerd door François Angeli (1890-1974), de broer van  Jean Angeli of Jean l'Olagne (1886–1915), een jeugdvriend van Henry Pourrat.
Pourrats werk is vertaald in onder andere het Engels, Duits, Spaans en Italiaans.

### Lijst van zijn voornaamste werken
- 1912 Sur la colline ronde [met Jean l'Olagne] (roman), Imprimerie Moderne; heruitgave als: La Colline Ronde, Gallimard, 1927
- 1919 Les Montagnards (gedicht), Payot. Winnaar Prix Archon-Desperouses
- 1921 Liberté (gedicht), Société Littéraire de France
- 1922–1931 Les vaillances, farces et aventures de Gaspard des montagnes, Albin Michel, 4 delen
- 1923 Les jardins sauvages (essay), Gallimard
- 1925 La combe délaissée, Pigeonnier
- 1925 Le mauvais garçon (roman), Gallimard
- 1926 Les Devins, Ducros et Colas
- 1926 La Fontaine au Bois Dormant, Les Cahiers de Paris
- 1927 Dans l'herbe des trois vallées (essay), Bloud et Gay; heruitgave: Albin Michel, 1943
- 1928 Ceux d'Auvergne, Horizons de France, collection types et coutumes; heruitgave: Albin Michel, 1939
- 1929 La ligne verte, Gallimard
- 1929 La veillée de Novembre, La Tortue; heruitgave: Ed. de la Cigale, 1937
- 1930 Le meneur de loups, Pigeonnier
- 1931 Le bosquet pastoral, Gallimard
- 1931 La bataille du Puy-de-Dôme, Denoël et Steele
- 1932 L'Auvergne, Les Limagnes, coll. Les beaux Pays, Arthaud
- 1933 Les sorciers du canton, Gallimard
- 1934 Monts et merveilles (roman), Albin Michel
- 1935 Au fort de l'Auvergne, coll. Les beaux Pays, Arthaud
- 1935 La Cité perdue, SPES
- 1936 Contes de la bûcheronne, Mame
- 1936 Toucher terre, La Cigale
- 1937 Le Secret des Compagnons, Gallimard
- 1938 La Porte du verger, La Cigale
- 1938 Visages de l'Auvergne [avec Lucien Gachon, André Bossuat, Henri Charlier en Alexandre Vialatte], Horizons de France
- 1940 Georges ou les journées d'Avril (roman), Gallimard
- 1940 L'Homme à la bêche (Histoire du Paysan), Flammarion
- 1940 Le Paysan français (ter ere van Pétain), Sorlot
- 1941 Vent de mars, Gallimard. Bekroond met de Prix Goncourt
- 1942 Le Chef français (ter ere van Pétain), Laffont
- 1942 Sully et sa grande passion, Flammarion
- 1943 Le Blé de Noël, Le Sagittaire
- 1943 La Maison-Dieu, L'Épervier; heruitgave: Albin Michel, 1944
- 1944 Le Temps qu'il fait, Colbert
- 1945 Sous le Pommier (Les Proverbes de la Terre ou le Commencement de la Sagesse), Albin Michel
- 1945 Les Saints Patrons, Imagerie Française
- 1946 La Bienheureuse Passion, Albin Michel
- 1946 Histoire fidèle de la bête de Gévaudan, Éditions de l'épervier, broché, met houtsnedes van Ph. Zeppelin, 125 pp.
- 1947 Les Légendes d'Auvergne
- 1947 Le chemin des chèvres
- 1948, 1949, 1951 Le Trésor des contes, deel 1, 2 en 3, Gallimard
- 1949 L'école buissonnière, La Nouvelle Édition
- 1949 Le Loup-garou et sa bande, Attinger
- 1949 Trois contes de la Colère, Elzévir
- 1950 Le Sage et son Démon, Albin Michel
- 1951 Le chasseur de la nuit (roman), Albin Michel
- 1951 L'homme à la peau de loup, Attinger
- 1951 Les Saints de France, Boivin
- 1951 La belle Mignonne (roman), Mame
- 1951 Conté sous l'Alisier, Fanlac
- 1951 L'Auvergne, in de reeks: Provinces de France, Odé
- 1952 Batailles et brigandages
- 1959 Histoire des gens dans les montagnes du Centre, Albin Michel
- 1966 En Auvergne (rééd. en un volume de I: Les Limagnes; II Au fort de l'Auvergne), Arthaud

Zonder jaartal
- Les Amours (roman)
- Les Jours: leurs travaux et leurs sorts. Gekleurde houtsnedes van Philippe Keppelin. Gekleurde initialen van Crous Vidal
- Les contes du Pré Carré
- Les Contes du fraisier sauvage
- Europe et Paradis
- L'exorciste
- L'Aventure de Roquefort
- Châteaux en Auvergne
- Almanach des saisons
- L'Épopée de Guillaume Douarre
- Ma maison manque de prières
- Correspondentie met Alexandre Vialatte, Presses de l'Université de Clermont-Ferrand

- Bibsys: 6018422
- Bibliothèque nationale de France: cb119204847 (data)
- Catàleg d'autoritats de noms i títols de Catalunya: 981058517426706706
- CiNii: DA01700664
- Gemeinsame Normdatei: 118793101
- International Standard Name Identifier: 0000 0001 2129 6451
- Library of Congress Control Number: n50019587
- Base Léonore: 19800035/283/38016
- MusicBrainz: 50fe813c-6fb2-4de1-9ff5-af022ed5ae66
- Bibliotheek van het Japanse parlement: 00473267
- Nationale Bibliotheek van Tsjechië: jn19990006664
- Nationale Bibliotheek van Israël: 987007524726505171
- Nationale en Universitaire bibliotheek Zagreb: 000107912
- Nederlandse Thesaurus van Auteursnamen: 075214717
- Réseau des bibliothèques de Suisse occidentale: 02-A026590886
- LIBRIS: 334262
- SNAC: w69q6wd8
- Système universitaire de documentation: 027081257
- Virtual International Authority File: 41845361
- WorldCat: E39PBJpdMCV9wFHYYjmtyF8cT3